# Calviție

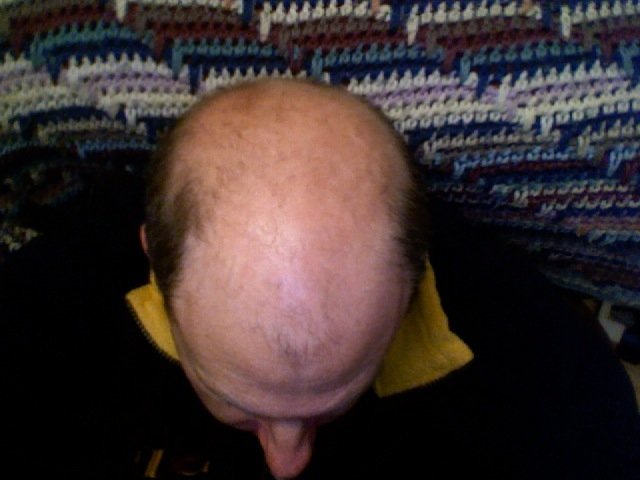
Bărbat cu semne specifice de calviţie

Calviția, uzual numită și chelie (științific numită alopecie) înseamnă lipsa parțială sau totală a părului.